# Senecio petasitis
Senecio petasitis é uma espécie de planta com flor pertencente à família Asteraceae. 
A autoridade científica da espécie é (Sims) DC., tendo sido publicada em Prodromus Systematis Naturalis Regni Vegetabilis 6: 431. 1837 (1838).

## Portugal
Trata-se de uma espécie presente no território português, nomeadamente no Arquipélago dos Açores e no  Arquipélago da Madeira.
Em termos de naturalidade é introduzida nas duas regiões atrás referidas.

## Protecção
Não se encontra protegida por legislação portuguesa ou da Comunidade Europeia.